# Begleitwuchs
Unter Begleitwuchs (Begleitflora) versteht man in der Forstwirtschaft Pflanzen wie Gräser, Farne, Sträucher oder auch bestimmte Baumarten, die nicht dem Produktionsziel dienen und die Forstgehölze im Wachstum hindern oder die Waldbewirtschaftung erschweren können. Die rein negative Bezeichnung als Unkraut ist in der Regel nicht zutreffend, da der Begleitwuchs auch positive Funktionen übernehmen kann und eine Begleitwuchsregulierung (Bekämpfung) nicht immer sinnvoll ist.
| - Schutz gegen - Überhitzung der Pflanzen - Bodenaustrocknung - Strahlungsfrost - Erosion - Wildverbiss (Ablenkungseffekt) - Schaffung von Lebensraum für Tiere und Kleinlebewesen | - Erschwernisse bei der Bodenbearbeitung - Erschwernisse bei Pflege- und Holzernteeingriffen - Verhinderung der Naturverjüngung - Konkurrenz um Licht, Wasser, Nährstoffe - günstiger Mäusebiotop - Erhöhung der Brandgefahr |

Tabelle dem Buch „Der Forstwirt“ entnommen und ergänzt 